# Тинаму-отшельник
Тинаму-отшельник, или тинаму-пустынник (лат. Tinamus solitarius) один из видов бескилевых земляных птиц. Этот вид родом из тропических лесов восточной Бразилии.

## Таксономия
Все тинаму из одноимённого семейства большой схемы бескилевых птиц. В отличие от других бескилевых тинаму могут летать, хотя, в целом, у них не сильные способности. Все бескилевые произошли от доисторических птиц, и тинаму являются ближайшими живыми родственниками этих птиц. Ранее, этот вид был разделён на два подвида: T. s. pernambucensis, обитающий на северо-востоке Бразилии (Пернамбуку и Алагоас) и T. s. solitarius — на юго-востоке Парагвая и крайнем северо-востоке Аргентины. Последний подвид, однако, не сильно отличается от номинального вида, однако встречаются и отдельные особи, у которых наблюдается специфический полиморфизм в цвете, который в настоящее время известен также в других местах обитания. В частности, варьируются цвет спины между оливковым и рыжим, а также интенсивность оперения шеи. Чёрные пятна в этих областях более менее яркие. pernambucensis является жёлтой птицей с большим количеством пятен, особенно на шее. Международный союз орнитологов не выделяет подвидов.

## Описание

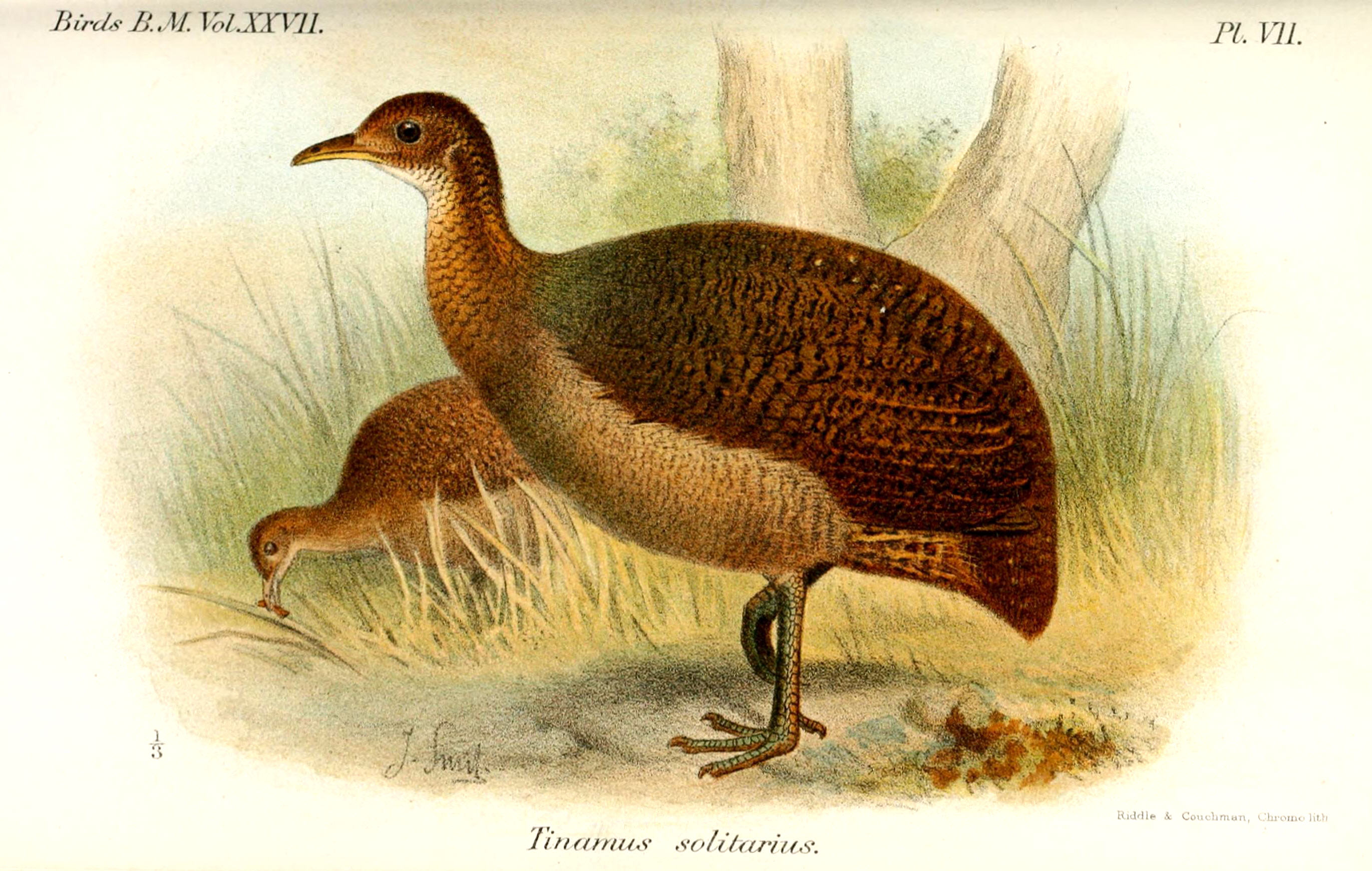
Иллюстрация Джозефа Смита, 1895 год

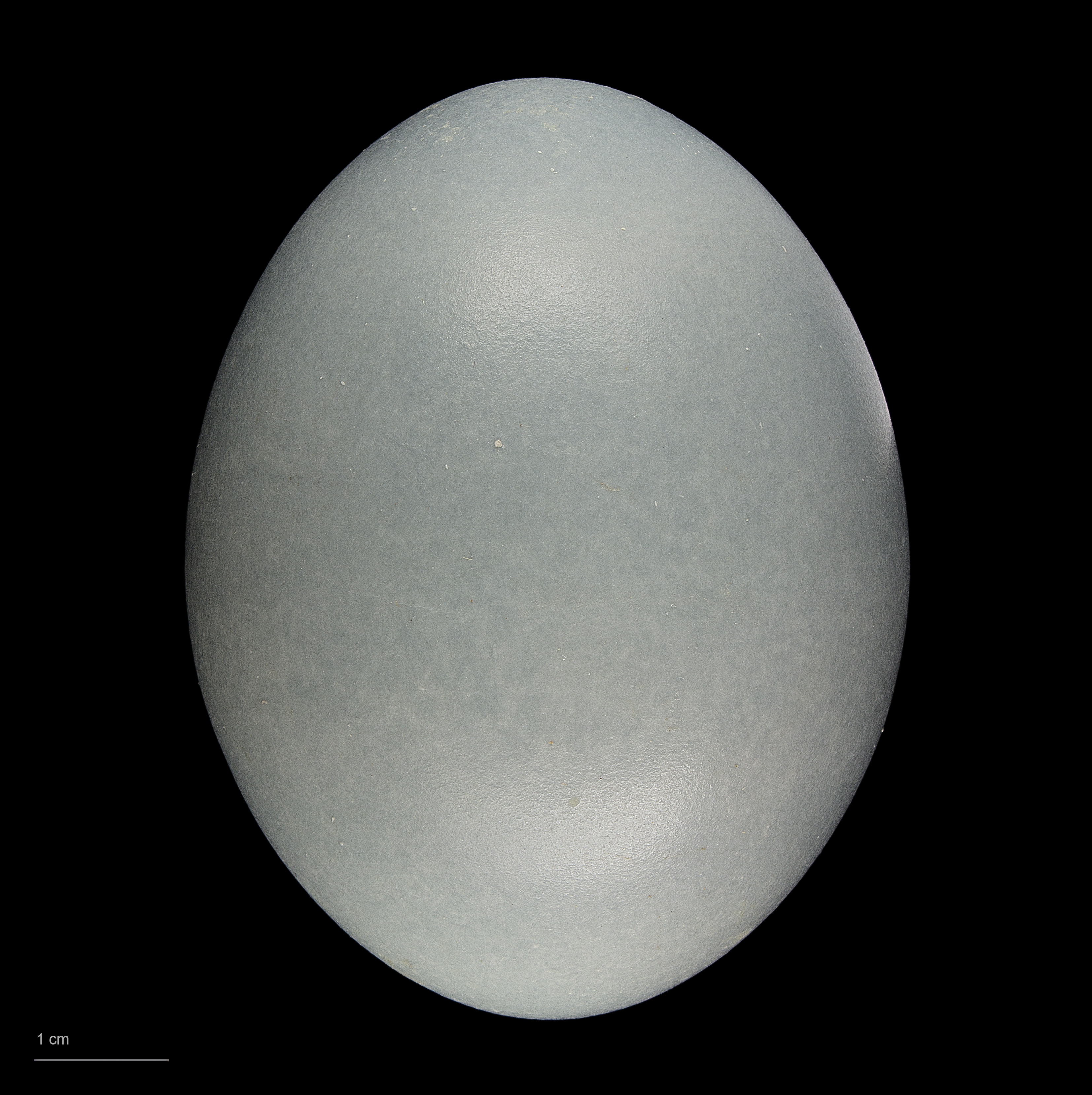
Tinamus solitarius - Тулузский музеум

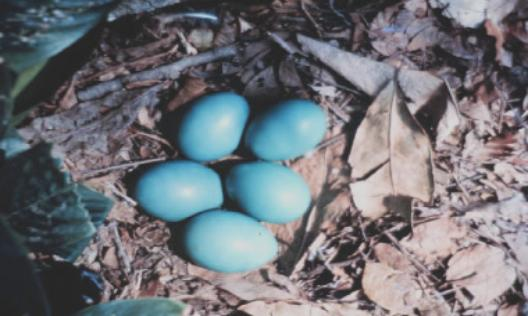
Яйца тинаму-пустынника

Тинаму-пустынник — большая коричневатая птица с чёрными пятнами. Её шея, грудь и бока серые, а брюхо — белое. Она имеет тёмно-коричневую макушку и белую глотку на желтоватой голове и шее, соответственно, которые контрастируют с отличительной жёлтой полосой на шее. Птица достигает 45 см (18 дюймов) в длину.

## Ареал
Обитает в юго-востоке Баия, востоке Минас-Жерайс, Эспириту-Санту, Рио-де-Жанейро, Сан-Паулу, Мату-Гросу-ду-Сул, Параны, Санта-Катарины и на севере Риу-Гранди-ду-Сул. Также встречается на юго-востоке Парагвая и крайнем северо-Востоке Аргентины, в провинции Мисьонес.

## Поведение
Как и другие тинаму, птица откладывает необычной формы яйца с блестящей, яркой скорлупой и питается фруктами и семенами на земле или плодами кустарников. Самцы высиживают яйца, которые находятся в гнезде на земле, а также ухаживают за молодыми особями в течение короткого периода времени, прежде чем птенцы станут независимыми.

## Среда обитания
Тинаму-пустынник обитает в низменных влажных тропических и горных лесах на высоте до 1200 м (3900 футов) над уровнем моря. Легко заселяет вторичные леса, и нередко использует широкие участки, претерпевающие в какой-то степени выборочную рубку. Не любят крупные плантации экзотических видов растений. Птиц может быть достаточно много, чтобы переждать охоту, например, в мозаике мелких посадок cabruca, расположенных около вторичной растительности с густыми бамбуковыми подлесками марантовых, а также с высоким гуадуанским бамбуком. В экотоне нетронутых туманных лесов, растущие популяции могут существовать в лесных фрагментах, как малых, так и до 1000 акров (400 га).

## Меры охраны
В настоящее время вид близок к уязвимому положению из-за продолжающегося обезлесения, связанного с урбанизацией, индустриализацией, сельскохозяйственной экспансией и связанным с этим строительством дорог. Виду также угрожает чрезмерная охота. Таким образом, Международный союз охраны природы классифицирует вид, как близкий к уязвимому положению, который вскоре может стать уязвимым с ареалом 990,000 км² (выделено 380 000 кв. миль). Популяция, ранее относившаяся к подвиду pernambucensis либо очень редкая, либо уже исчезла. Эти северные птицы всегда были довольно редкими в исторические времена, возможно, не более 6 образцов в музеях.
Было отмечено, что этот вид не трудно интродуцировать в подходящую среду обитания. Уцелевшие тинаму-пустынники были найдены в лесных осколках площадью 1500 акров (610 га), где первоначально они не были обнаружены. Согласно МСОП для них нет угрозы глобального исчезновения.

## Внешние файлы
- BirdLife Species Factsheet
- Solitary Tinamou videos, photos & sounds on the Internet Bird Collection
- Stamps (for Brazil) with RangeMap
- Picture; Article
- Solitary Tinamou photo gallery VIREO